# Villaines-sous-Lucé
Villaines-sous-Lucé település Franciaországban, Sarthe megyében. Lakosainak száma 651 fő (2022. január 1.). Villaines-sous-Lucé Challes, Le Grand-Lucé, Montreuil-le-Henri, Tresson és Val-de-la-Hune községekkel határos.

## Népesség
A település népessége az elmúlt években az alábbi módon változott:
| Lakosok száma | 673  | 695  | 728  | 711  | 710  | 707  | 688  | 670  | 651  |
|               | 2013 | 2015 | 2016 | 2017 | 2018 | 2019 | 2020 | 2021 | 2022 |